# Rue Maurice Poedts
La rue Maurice Poedts est une rue bruxelloise de la commune d'Auderghem.

## Situation et accès
Située dans le quartier du Parc des Princes elle aboutit sur l'avenue Paul Vanden Thoren et est longue d'environ 70 mètres.

## Historique et description
Cette rue fait partie des trois dernières rues construites dans ce quartier en 1962

### Origine du nom
Le nom de la rue vient du soldat Maurice Poedts, né le 5 août 1911 à Auderghem, tué le 23 septembre 1940 à Hoyerhagen en Allemagne en tant que prisonnier de guerre, à la suite de la campagne des 18 jours, Seconde Guerre mondiale.
Le 30 avril 1962, ces trois rues furent baptisées rue Hubert-Jean Coenen, rue Maurice Poedts et rue Guy-Jean Verachtert du nom de trois victimes de la Seconde Guerre mondiale, originaires d'Auderghem

## Bâtiments remarquables et lieux de mémoire
- Premier permis de bâtir délivré pour le n° 9.